# Hanns Peter Wolff
Hanns Peter Wolff (* 28. August 1914 in Tsingtau, Schutzgebiet Kiautschou; † 6. Dezember 2010) war ein deutscher Internist und Nephrologe.

## Werdegang
Der Vater von Hanns Peter Wolff war Chefarzt des Gouvernementhospitals in der deutschen Kolonie Tsingtau in China. Der Sohn besuchte die Schule in Shanghai und in Breslau. Er studierte dann Medizin in München und in Breslau, wo er 1939 das Staatsexamen ablegte. Wolff war zunächst am Institut für Physik und am Institut für Biochemie der Universität München tätig. Im Anschluss arbeitete er von 1944 bis 1951 an der I. Medizinischen Universitätsklinik in München. Während dieser Zeit habilitierte er sich 1948. Sein Weg führte ihn nach Marburg, wo er die Stelle des Oberarztes an der Medizinischen Universitäts-Poliklinik einnahm. 1961 folgte er einem Ruf auf den Lehrstuhl für Innere Medizin an der Universität des Saarlandes in Homburg. Dort oblag ihm der Aufbau der Medizinischen Universitäts-Poliklinik. 1968 wechselte er als Direktor der I. Medizinischen Klinik an die Universität Mainz, die bis zu seiner Emeritierung im Jahr 1980 seine Wirkungsstätte blieb.
Im Zentrum seiner Forschungsarbeit stand die Suche nach Ursachen der arteriellen Hypertonie; sein besonderes Interesse war auf das Hormonsystem der Renin-Aldosteron-Achse gerichtet.
Unter seiner Führung war der gewichtigste Schwerpunkt der I. Medizinischen Klinik der Universität Mainz die Nephrologie. Wolff sorgte für den Aufbau einer Abteilung für Nierenersatztherapie unter seiner Zeit abenteuerlichen technischen Voraussetzungen und chronische Nierenerkrankungen sowie für eine eigenständige Abteilung und Forschungsstätte für Arterielle Hypertonie.
Zweiter Schwerpunkt der Klinik unter seiner Führung war die Abteilung für Gastro-Enterologie mit dem Ausbau endoskopischer Diagnostik.
Wolff war 1964/65 und 1974/75 Vorsitzender der Deutschen Gesellschaft für Innere Medizin und später Vorsitzender der Deutschen Gesellschaft für Nephrologie. Von 1977 bis 1986 war er Vorsitzender des Wissenschaftlichen Beirats der Bundesärztekammer.
1987 wurde Wolff auf dem Deutschen Ärztetag mit der Paracelsus-Medaille ausgezeichnet. Zudem war er Träger des Bundesverdienstkreuzes 1. Klasse.
Wolff war zusammen mit Thomas Robert Weihrauch Herausgeber des „Wolff / Weihrauch“, Internistische Therapie, einem Standardwerk über 30 Jahre.